# Claude de Launay-Razilly

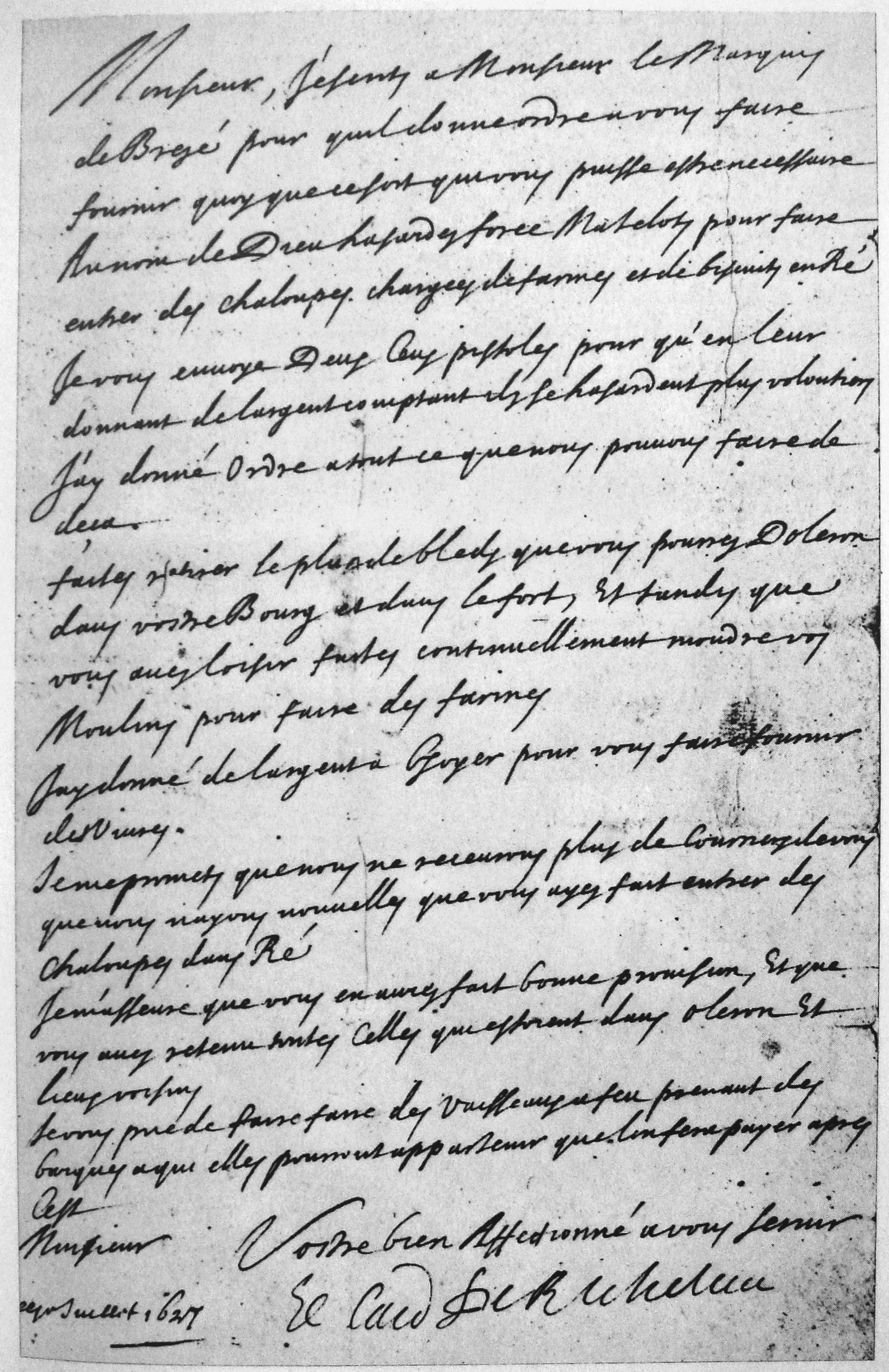
Lettre de Richelieu demandant à Claude Launay-Razilly de secourir l'Île de Ré assiégée.

Claude de Razilly ou Claude de Launay-Rasilly, né vers 1593, mort le 22 mai 1654 à Beaumont-en-Véron (Indre-et-Loire), est un amiral, administrateur et négociant français, faisant fonction de gouverneur de l'Acadie de 1636 à 1638. Il est le frère du gouverneur d'Acadie, Isaac de Razilly et de l'amiral François de Razilly.

## Biographie
Claude de Razilly dit Launay-Rasilly, gouverneur de l'Ile-d'Oléron (citadelle du château d'Oléron) sous Richelieu, est né vers 1593. Son frère Gabriel est baptisé en 1579 à Cuon (Maine-et-Loire) où les parents avaient une résidence, fils de François de Razilly Sieur de Cuon et des Eaux-Melles et de Catherine de Villiers, famille Villiers-Lauberdière originaire de la région de Baugé. 
Claude de Launay-Rasilly résidait en Touraine à Tours (Saint-Saturnin) et à Beaumont-en-Véron où il est décédé dans sa résidence secondaire de Velors en 1654. Il avait épousé Perrine Gaultier, fille de Jacques Gaultier de Brûlon, président du présidial de Tours et de Rose Poitras.
Claude de Launay-Razilly fut un administrateur de la Compagnie Razilly-Condonnier et de la compagnie de la Nouvelle-France. Il était également à la tête de deux sociétés privées de pelleterie au Canada.
En 1627, il s'illustra dans le ravitaillement de l'île de Ré lors du blocus naval anglais. Il participa activement sous les ordres de Richelieu au siège de La Rochelle en tant qu'amiral.
En 1632, il reçoit ainsi que son frère Isaac de Razilly, l'ordre de Richelieu de reconquérir les territoires perdus par le traité de Saint-Germain-en-Laye.
En 1635, Claude de Launay-Razilly crée une société pour le peuplement de l'Acadie à laquelle Richelieu s'associe. Il est en particulier impliqué dans le recrutement de colons pour l'Acadie en 1636 à Paris, Bourgueil et la Rochelle (voir liste rôle du navire le Saint-Jean, 01/04/1636, rédigé par Nicolas Denys de Tours, son représentant à la Rochelle dès 1635) et de Jacques Bourgeois, pionnier d'Acadie (navire le Saint-François, la Rochelle, 1641), recrutement attribué à tort à Menou d'Aulnay qui gérait la colonie sur place. En 1636, à la suite de la mort de son frère, Isaac de Razilly, commandeur de l'Ile-Bouchard et gouverneur de l'Acadie, le 02/07/1636, il prit la succession de la charge de gouverneur de l'Acadie et de la Commanderie de l'Ile-Bouchard située à Brizay près de Chinon en l'absence d'Isaac. Mais ses affaires l'obligeant à demeurer en France, il chargea son cousin, Charles de Menou d'Aulnay, d'administrer l'Acadie sur place pour le compte de la Compagnie de la Nouvelle-France. Ce n'est qu'en février 1638, que Menou d'Aulnay reçut une lettre officielle du Roi de France, qui le nommait lieutenant-gouverneur pour l'Acadie. En 1638, Claude de Launay-Rasilly participe à la bataille de Getaria. En 1642, Launay-Rasilly cède ses parts dans la compagnie à Charles de Menou d'Aulnay. (graphie Rasilly pour Claude, graphie Razilly pour tous les autres parents). 
Le lieu de naissance et l'origine du titre Launay restent indéterminés (source Jean-Marie Germe, AGCF Poitiers, novembre 2022). Perrine Gaultier avait ce titre dans sa lignée paternelle Gaultier de Launay, dépendant de Brûlon à Saint-Laurent-des-Mortiers en Anjou, mais Claude avait ce titre accolé Launay avant leur mariage en 1629.

## Tableau de Claude Vignon[2]
Le ravitaillement de l'île de Ré par Claude de Rasilly est un tableau peint par Claude Vignon en 1642. Cette peinture a été commandée par Louis XIII pour être offerte à Claude de Rasilly, en récompense de son fait d’armes à l’île de Ré.
Claude de Rasilly et sa femme, Perrine Gaultier, sont représentés au premier plan sous les traits de Neptune et d’Amphitrite, voguant sur un coquillage tiré par deux dauphins. Une Renommée soutient les armes de la famille Rasilly. La composition du tableau rappelle celle des peintures votives.

## Hommage
Aujourd'hui, un quai porte son nom à Saint-Martin-de-Ré.